# Pseudocolus
Pseudocolus Lloyd (przęślikowiec) – rodzaj saprotroficznych grzybów z rodziny sromotnikowatych (Phallaceae), niekiedy umieszczany w rodzinie okratkowatych

## Systematyka i nazewnictwo
Pozycja w klasyfikacji według Index Fungorum: Phallaceae, Phallales, Phallomycetidae, Agaricomycetes, Agaricomycotina, Basidiomycota, Fungi.
Nazwę polską podaje Flora Polska – Rośliny Zarodnikowe Polski i Ziem Ościennych. Tom XXIII. 

## Gatunki
- Pseudocolus fusiformis (E. Fisch.) Lloyd 1909
- Pseudocolus garciae (Möller) Lloyd 1895
- Pseudocolus grandis J.A. Sáenz, Rawla & R. Sharma 1982
- Pseudocolus jaczewskii Woronow 1918
- Pseudocolus javanicus (Penz.) Lloyd 1907
- Pseudocolus mauritianus Lloyd 1917

Wykaz gatunków (nazwy naukowe) na podstawie Index Fungorum.